# Khomeinism
Khomeinism (persiska: خمینی گرایی) är en benämning på en form av shiaislamism, de religiösa och politiska idéerna från ledaren för den iranska islamiska revolutionen 1979, Ruhollah Khomeini. Khomeinism kan också hänvisa till ideologin hos den prästklass som har styrt den islamiska republiken Iran grundad av Khomeini, efter hans död. Khomeinism associeras även med velayate faqih, en gammal shiitisk doktrin. Det kan också användas för att hänvisa till radikaliseringen av delar av de tolv shiitiska-befolkningarna i Iran, Irak, Azerbajdzjan, Syrien, Libanon och Jemen, och den iranska regeringens rekrytering av shiaminoriteter i Pakistan, Kurdistan, Tadzjikistan, Afghanistan, Saudiarabien, Gulfstater, Asien och Afrika.

Porträtt av Khomeini 1980.

Ordet khomeinist och khomeinister, som kommer från khomeinism, används också för att beskriva medlemmar av Irans prästerliga härskare och skilja dem från vanliga shiamuslimska präster.

## Historik
Under Khomeinis ledning ersatte Iran sin årtusende gamla monarki med en teokratisk republik. Khomeini åstadkom ett stort paradigmskifte inom shia-islam. Han förklarade att islamiska jurister är de sanna innehavarna av religiös och politisk auktoritet, som måste lydas som "ett uttryck för lydnad mot Gud", och vars styre har "företräde framför alla sekundära förordningar i islam såsom bön, fasta, och pilgrimsfärd."

## Filosofi
Khomeinis doktriner skulle ha ett stort inflytande på shiaislams landskap; som traditionellt upprätthöll politisk tysthet under tusen år. En annan betydelsefull revidering gällde mahdism, den messianska tron på att deras tolfte imam skulle återuppstå och det rätta sättet att vänta på honom. Traditionella tolvteologer uppmanade troende att tålmodigt vänta på hans återkomst, men Khomeini och hans anhängare uppmanade shiamuslimer att aktivt bana väg för Mahdis globala islamiska styre. Doktriner förespråkar islamiskt statsskick baserat på sharia och islamisk ekonomi.